# Ursula Seiler-Albring
Ursula Seiler-Albring geb. Albring (* 19. Juli 1943 in Saarbrücken) ist eine deutsche Politikerin (FDP). Sie war von 1991 bis 1994 Staatsministerin im Auswärtigen Amt. In den Jahren von 1995 bis 2006 war sie Botschafterin der Bundesrepublik Deutschland in Österreich, Bulgarien und Ungarn.

## Ausbildung und Beruf
Nach dem Abitur 1963 absolvierte Ursula Seiler-Albring ein Studium der Soziologie, der Politologie, der Psychologie und des Staatsrechts in Göttingen, Tübingen und Berlin, welches sie als Diplom-Soziologin beendete. Anschließend war sie von 1969 bis 1973 als Personal- und Organisationsreferentin in der Industrie tätig.
Im Mai 2006 übernahm Seiler-Albring in Nachfolge von Alois Graf von Waldburg-Zeil und Trauchburg die Präsidentschaft des Instituts für Auslandsbeziehungen (ifa) in Stuttgart, welche sie bis zum 30. Juni 2017 innehatte.
Ursula Seiler-Albring ist verheiratet und hat zwei Kinder.

## Partei
Seit 1969 ist Seiler-Albring Mitglied der FDP. Sie gehörte lange Jahre dem FDP-Bundesvorstand an. Von 1986 bis 1990 war sie Mitglied des Beirats der Friedrich-Naumann-Stiftung.

## Abgeordnete
Von 1970 bis 1974 gehörte Seiler-Albring als sachkundige Bürgerin der FDP-Ratsfraktion im Stadtrat von Düsseldorf an.
Von 1983 bis 1994 war Ursula Seiler-Albring Mitglied des Deutschen Bundestages. Hier war sie von April 1988 bis Dezember 1990 Parlamentarische Geschäftsführerin der FDP-Bundestagsfraktion.
Ursula Seiler-Albring ist stets über die Landesliste Baden-Württemberg in den Bundestag eingezogen.

## Öffentliche Ämter
Am 24. Januar 1991 wurde Seiler-Albring als Staatsministerin im Auswärtigen Amt in die von Bundeskanzler Helmut Kohl geführte Bundesregierung berufen. Nach der Bundestagswahl 1994 schied sie am 17. November 1994 aus dem Amt.
Nach ihrem Ausscheiden aus der Politik war sie von 1995 bis 1999 Botschafterin der Bundesrepublik Deutschland in Österreich und von 1999 bis 2003 in Bulgarien. Von 2003 bis 2006 war sie Deutsche Botschafterin in Ungarn.
Unterlagen über ihre politische Tätigkeit befinden sich im Archiv des Liberalismus der Friedrich-Naumann-Stiftung für die Freiheit in Gummersbach.

## Ehrungen und Auszeichnungen
- 1988: Bundesverdienstkreuz am Bande
- 1999: Großes Goldenes Ehrenzeichen am Bande für Verdienste um die Republik Österreich[8]
- 2020: Großes Bundesverdienstkreuz